# Jeroen Boschhuis
Huis73 of de voormalige naam Jeroen Boschhuis is gevestigd op Hinthamerstraat 74. In 1965 werd het pand vernoemd naar de schilder Jeroen Bosch toen er een cultureel centrum in gevestigd werd. In 1986 kreeg het de naam 'De Muzerije' en daarna Huis73.

## Geschiedenis
Het complex bestond oorspronkelijk uit een vijftal afzonderlijke panden. In 1764 werden die bij elkaar werden gevoegd achter één doorgaande lijstgevel. Aan de straatzijde heeft het gebouw het achttiende-eeuwse uiterlijk grotendeels bewaard.
De verschillende functies:  
- 1574 - 1629.   Bisschoppelijk paleis
- 1629 - 1794.   Ambtswoning van de Commandant van het Staatse leger.
- 1794 - 1828.   diverse functies: hof van justitie, rekenkamer, bisschoppelijk paleis.
- 1828 - 1922.   Paleis van Justitie
- 1922 - 1965.   R.K. Maria Lyceum voor meisjes.
- 1965 - heden.  Cultureel centrum[1]

Sinds 1986 is de exploitatie en het beheer als een cultureel centrum in handen van "Huis73", een gemeentelijke instelling voor amateurkunst en kunsteducatie.